# Izon (Gironde)
Cet article possède un paronyme, voir Lison.
Pour les articles homonymes, voir Izon.
Izon est une commune française du Sud-Ouest de la France située dans le département de la Gironde, en région Nouvelle-Aquitaine.

## Géographie

### Localisation
Izon se situe dans l'Entre-deux-Mers, en rive gauche de la Dordogne, dans l'aire d'attraction de Bordeaux et son unité urbaine ainsi que dans la Communauté d'agglomération du Libournais (CALI) membre du Pays du Libournais.

### Communes limitrophes
Les communes les plus proches sont Saint-Sulpice-et-Cameyrac (2 km), Lugon-et-l'Île-du-Carnay (4 km), Saint-Germain-de-la-Rivière (4 km), La Rivière (5 km), Vayres (5 km), Saint-Michel-de-Fronsac (5 km), Asques (5 km), Cadillac-en-Fronsadais (5 km), Saint-Loubès (5 km) et Beychac-et-Caillau (6 km).
Izon est limitrophe de sept autres communes.
| Lugon-et-l'Île-du-Carnay | Saint-Germain-de-la-Rivière | La Rivière              |
| Saint-Loubès             | Izon                        | Saint-Michel-de-Fronsac |
|                          | Saint-Sulpice-et-Cameyrac   | Vayres                  |

### Relief et géologie
Son altitude varie de 1 à 21 mètres, et s'étend sur près de 16 km2 (1 559 hectares). Izon se trouve sur l'unité paysagère de la vallée de Libourne à Saint-André-de-Cubzac. Des paysages variés s'y inscrivent entre les coteaux, de la ville de Libourne au Bec d'Ambès.
Izon a été un terrain de gravières, ce qui a gêné la formation de lacs.

### Hydrographie

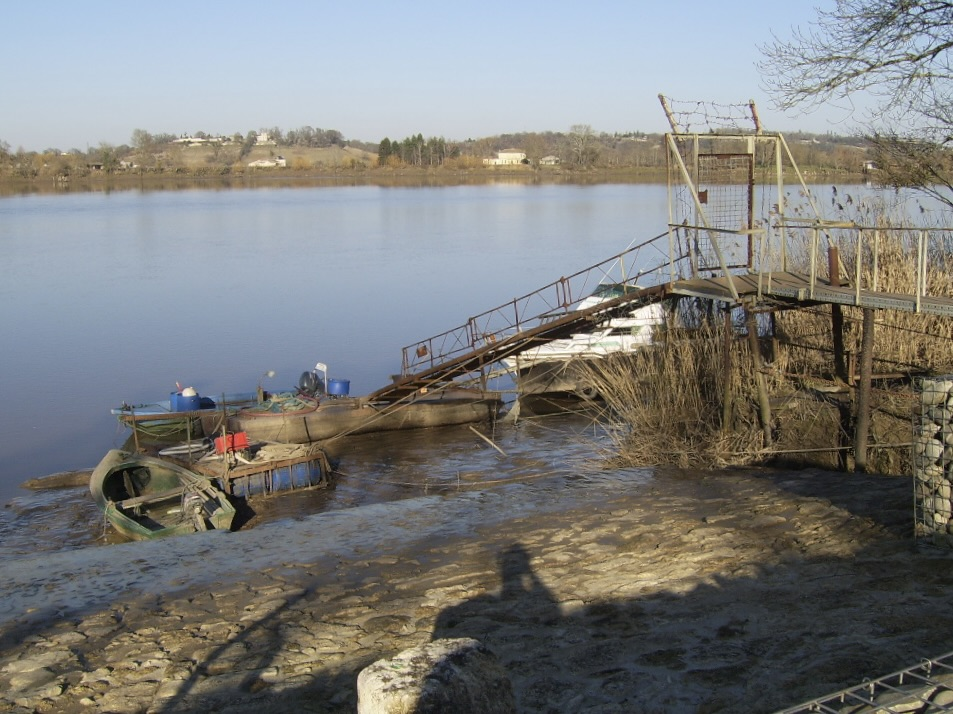
La Dordogne vue vers Vayres.

Le territoire d'Izon est bordé à l'Est et au Nord par la rivière de la Dordogne,. Bien que situé à une centaine de kilomètres de l'océan, le port d'Izon est considéré comme un port maritime.

### Climat
Pour des articles plus généraux, voir Climat de la Nouvelle-Aquitaine et Climat de la Gironde.
Historiquement, la commune est exposée à un climat océanique aquitain.  
En 2020, Météo-France publie une typologie des climats de la France métropolitaine dans laquelle la commune est exposée à un climat océanique et est dans la région climatique  Aquitaine, Gascogne, caractérisée par une pluviométrie abondante au printemps, modérée en automne, un faible ensoleillement au printemps, un été chaud (19,5 °C), des vents faibles, des brouillards fréquents en automne et en hiver et des orages fréquents en été (15 à 20 jours).
Pour la période 1971-2000, la température annuelle moyenne est de 13,5 °C, avec une amplitude thermique annuelle de 15 °C. Le cumul annuel moyen de précipitations est de 815 mm, avec 12,1 jours de précipitations en janvier et 6 jours en juillet. Pour la période 1991-2020, la température moyenne annuelle observée sur la station météorologique la plus proche, située sur la commune de Saint-Gervais à 13 km à vol d'oiseau, est de 13,9 °C et le cumul annuel moyen de précipitations est de 824,9 mm,. Pour l'avenir, les paramètres climatiques de la commune estimés pour 2050 selon différents scénarios d’émission de gaz à effet de serre sont consultables sur un site dédié publié par Météo-France en novembre 2022.

### Milieux naturels et biodiversité

#### Natura 2000
La Dordogne est un site du réseau Natura 2000 limité aux départements de la Dordogne et de la Gironde, et qui concerne les 104 communes riveraines de la Dordogne, dont Izon,. Seize espèces animales et une espèce végétale inscrites à l'annexe II de la directive 92/43/CEE de l'Union européenne y ont été répertoriées.

#### ZNIEFF
Izon fait partie des 102 communes concernées par la zone naturelle d'intérêt écologique, faunistique et floristique (ZNIEFF) de type II « La Dordogne »,, dans laquelle ont été répertoriées huit espèces animales déterminantes et cinquante-sept espèces végétales déterminantes, ainsi que quarante-trois autres espèces animales et trente-neuf autres espèces végétales.

## Urbanisme

### Typologie
Au 1er janvier 2024, Izon est catégorisée petite ville, selon la nouvelle grille communale de densité à sept niveaux définie par l'Insee en 2022.
Elle appartient à l'unité urbaine de Bordeaux, une agglomération intra-départementale regroupant 73  communes, dont elle est une commune de la banlieue,,. Par ailleurs la commune fait partie de l'aire d'attraction de Bordeaux, dont elle est une commune de la couronne,. Cette aire, qui regroupe 275 communes, est catégorisée dans les aires de 700 000 habitants ou plus (hors Paris),.

### Occupation des sols

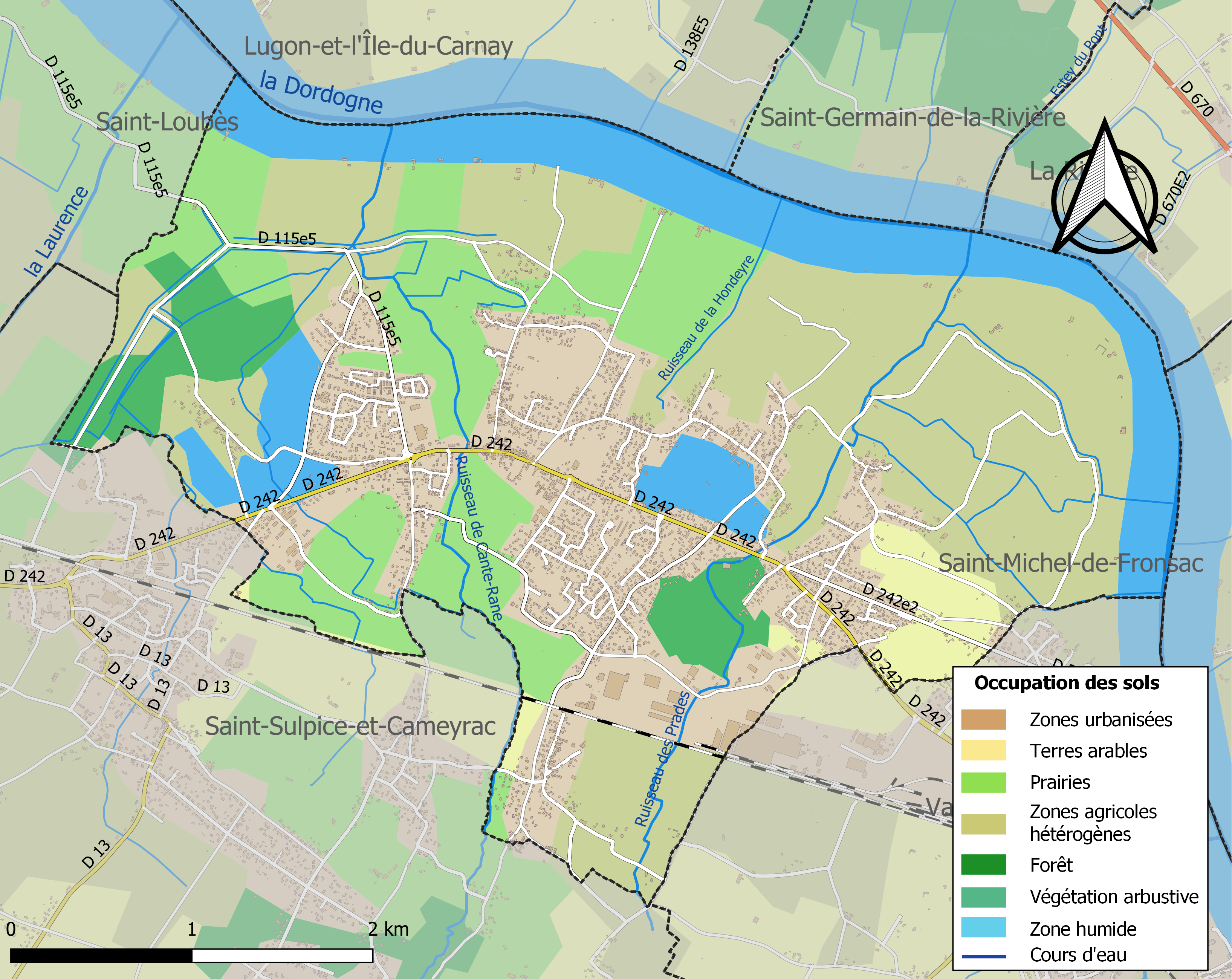
Carte des infrastructures et de l'occupation des sols de la commune en 2018 (CLC).

L'occupation des sols de la commune, telle qu'elle ressort de la base de données européenne d’occupation biophysique des sols Corine Land Cover (CLC), est marquée par l'importance des territoires agricoles (53,6 % en 2018), en diminution par rapport à 1990 (68,8 %). La répartition détaillée en 2018 est la suivante : 
zones agricoles hétérogènes (33,2 %), zones urbanisées (22,2 %), prairies (16,8 %), eaux continentales (15,5 %), forêts (5,5 %), cultures permanentes (3,5 %), zones industrielles ou commerciales et réseaux de communication (3,2 %). L'évolution de l’occupation des sols de la commune et de ses infrastructures peut être observée sur les différentes représentations cartographiques du territoire : la carte de Cassini (XVIIIe siècle), la carte d'état-major (1820-1866) et les cartes ou photos aériennes de l'IGN pour la période actuelle (1950 à aujourd'hui).

### Voies de communication et transports
Izon se trouve sur la route D 242 Vayres / Saint-Sulpice-et-Cameyrac, et à proximité de l'autoroute A89 sortie  07 Vayres.
La commune est desservie par le réseau interurbain de Gironde TransGironde, lignes 301 et 3011, Bordeaux Buttinière - Libourne par Saint-Loubès. Elle est également desservie par le TER Nouvelle-Aquitaine à partir de la gare de Saint-Sulpice - Izon (ligne ferroviaire de Bordeaux Paris).

### Risques majeurs
Le territoire de la commune d'Izon est vulnérable à différents aléas naturels : météorologiques (tempête, orage, neige, grand froid, canicule ou sécheresse), inondations et séisme (sismicité faible). Il est également exposé à un risque technologique, la rupture d'un barrage. Un site publié par le BRGM permet d'évaluer simplement et rapidement les risques d'un bien localisé soit par son adresse soit par le numéro de sa parcelle.

#### Risques naturels
La commune fait partie du territoire à risques importants d'inondation (TRI) de Libourne, regroupant les 20 communes concernées par un risque de submersion marine ou de débordement de la Dordogne, un des 18 TRI qui ont été arrêtés fin 2012 sur le bassin Adour-Garonne. Les événements significatifs aux XIXe et XXe siècles sont les crues de 1843 (6,80 m l'échelle de Libourne), de 1866 (6,40 m) et du 10 février 1944 (6,38 m) et du 27 décembre 1999 (6,36 m). Au XXIe siècle, les événements les plus marquants sont les crues de mars 2010 (5,55 m) et du 31 janvier 2014 (5,97 m). Des cartes des surfaces inondables ont été établies pour trois scénarios : fréquent (crue de temps de retour de 10 ans à 30 ans), moyen (temps de retour de 100 ans à 300 ans) et extrême (temps de retour de l'ordre de 1 000 ans, qui met en défaut tout système de protection). La commune a été reconnue en état de catastrophe naturelle au titre des dommages causés par les inondations et coulées de boue survenues en 1982, 1983, 1993, 1999, 2009, 2013, 2020 et 2021,.

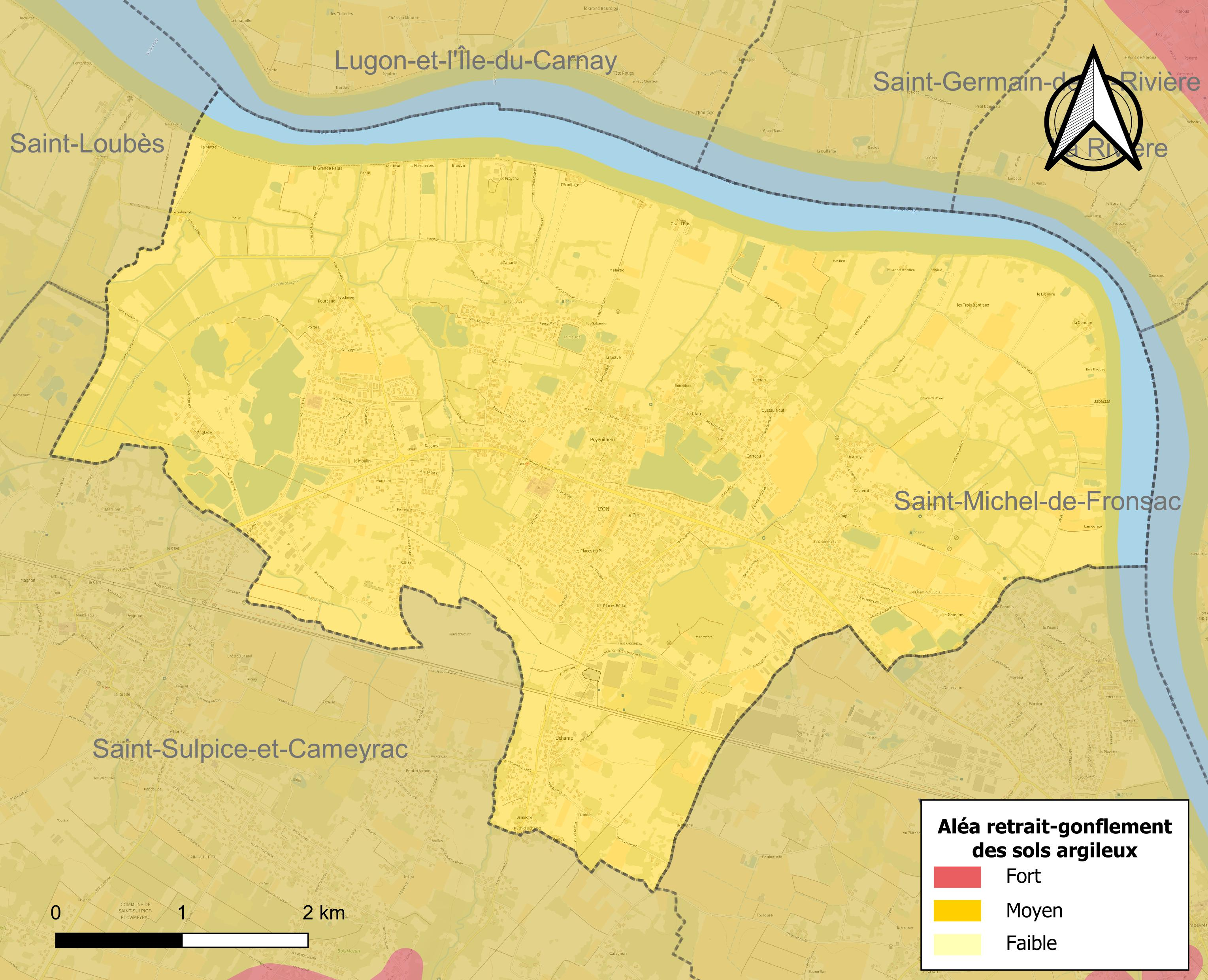
Carte des zones d'aléa retrait-gonflement des sols argileux d'Izon.

Le retrait-gonflement des sols argileux est susceptible d'engendrer des dommages importants aux bâtiments en cas d’alternance de périodes de sécheresse et de pluie. 93,9 % de la superficie communale est en aléa moyen ou fort (67,4 % au niveau départemental et 48,5 % au niveau national). Sur les 2 214 bâtiments dénombrés sur la commune en 2019,  2 214 sont en aléa moyen ou fort, soit 100 %, à comparer aux 84 % au niveau départemental et 54 % au niveau national. Une cartographie de l'exposition du territoire national au retrait gonflement des sols argileux est disponible sur le site du BRGM,.
Par ailleurs, afin de mieux appréhender le risque d’affaissement de terrain, l'inventaire national des cavités souterraines permet de localiser celles situées sur la commune.
Concernant les mouvements de terrains, la commune a été reconnue en état de catastrophe naturelle au titre des dommages causés par des mouvements de terrain en 1999.

#### Risques technologiques
La commune est en outre située en aval du  barrage de Bort-les-Orgues, un ouvrage sur la Dordogne de classe A soumis à PPI, disposant d'une retenue de 477 millions de mètres cubes. À ce titre elle est susceptible d’être touchée par l’onde de submersion consécutive à la rupture de cet ouvrage.

## Toponymie

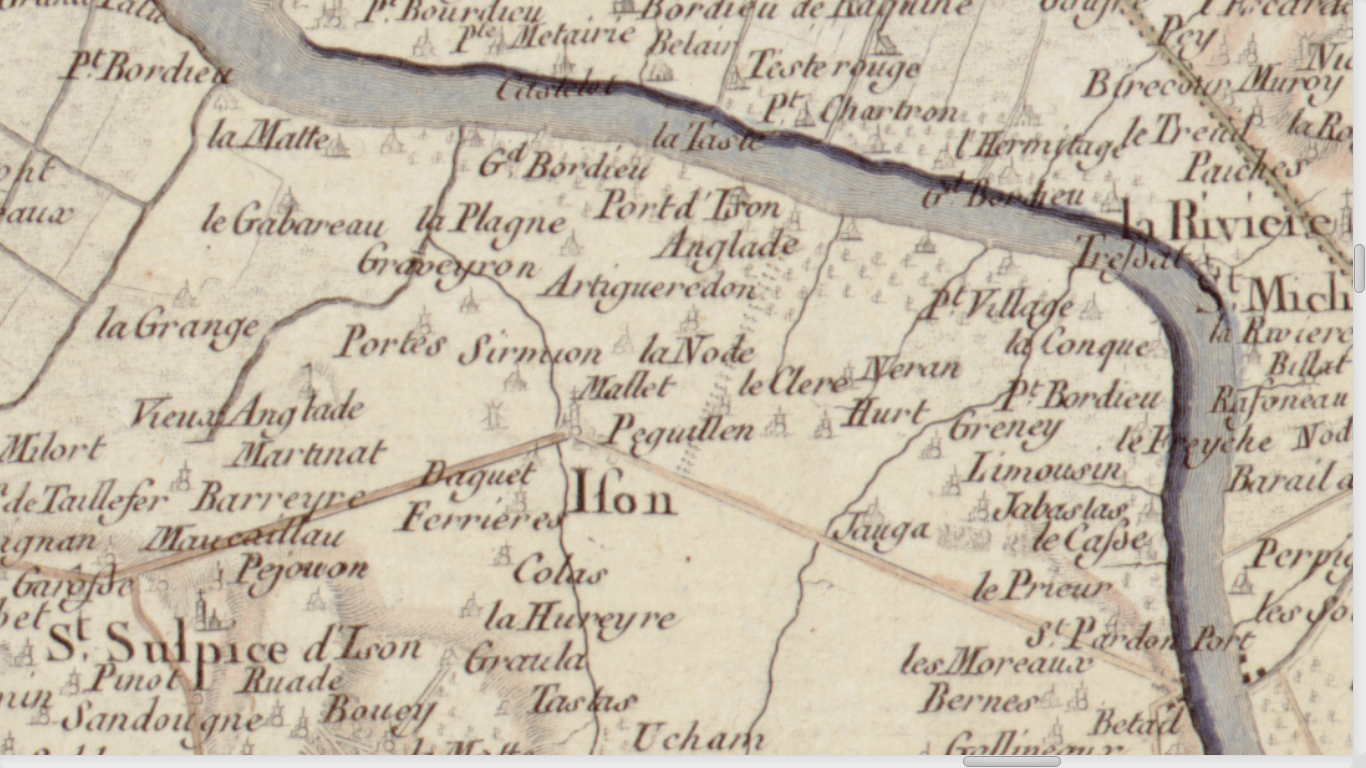
Carte de Cassini, 1756.

Formes anciennes du nom : Le village apparaît dans des documents du XIIIe siècle sous le nom d' Hison, puis Yson au XIVe siècle. Il est ensuite identifié sous le nom d' Ison sur la carte de Cassini, représentant la France entre 1756 et 1789, puis mentionné sous le nom d'Izon en 1793 et 1801,.
Nom des habitants : les Izonnais.

## Histoire
On trouve sur le territoire d'Izon plusieurs traces du premier âge de Fer et de l’époque gallo-romaine :
- au lieu-dit Pont-du-Bois en bordure du ruisseau des Prades, céramique du premier âge du fer ainsi que des vestiges d'activité métallurgique ;
- au même endroit, dans une gravière, une tombe à incinération gallo-romaine avec mobilier funéraire ;
- au lieu-dit La Moulinasse, des pesons de tisserand, des fragments de tegulae et de mortier ;
- près de l'église, un petit chapiteau en marbre blanc (collection Delpit) et quelques tessons gallo-romains et mérovingiens dans le cimetière[46].

Au Moyen Âge, la paroisse est sous l'emprise de la commanderie d'Arveyres. Le territoire d'Izon est divisé entre une partie relevant des seigneurs de Vayres et une autre relevant de la prévôté royale de l'Entre-Deux-Mers.
Village agricole, le phylloxéra touche le territoire de la commune à la fin du XIXe siècle.
Durant la Première Guerre mondiale, les troupes américaines établissent une zone de stockage à Izon.

## Politique et administration

### Rattachements administratifs et électoraux
Izon appartient à l'arrondissement de Libourne et au canton du Libournais-Fronsadais, depuis le redécoupage cantonal de 2014 défini par le décret du 20 février 2014. Avant cette date, elle faisait partie du canton de Libourne,.
Pour l’élection des députés, la commune fait partie de la dixième circonscription de la Gironde, représentée depuis 2012 par Florent Boudié (LREM, ex-PS).

### Intercommunalité
Depuis le 1er janvier 2012, la commune est intégrée à la communauté d'agglomération du Libournais.

### Instances judiciaires
Il n'y a pas d'administration judiciaire sur la commune. Le tribunal d'instance, le tribunal de grande instance, le tribunal pour enfants, le tribunal de commerce, le conseil de prud'hommes et le tribunal paritaire des baux ruraux se trouvent à Libourne, tandis que la Cour d'appel, la Cour d'assises, le Tribunal administratif et la Cour administrative d'appel se trouvent à Bordeaux.

### Administration municipale
Le nombre d'habitants au dernier recensement étant compris entre 5 000 et 9 999, le nombre de membres du conseil municipal est de 29.

### Liste des maires
La commune a été érigée en municipalité en 1793.
| Période                                  | Période                  | Identité             | Étiquette | Qualité                                                                                  |
| ---------------------------------------- | ------------------------ | -------------------- | --------- | ---------------------------------------------------------------------------------------- |
| Les données manquantes sont à compléter. |                          |                      |           |                                                                                          |
| 1816                                     | 1817                     | Pierre Felletin      |           | Avocat                                                                                   |
| Les données manquantes sont à compléter. |                          |                      |           |                                                                                          |
| 1870                                     | 1874                     | Joseph Felletin      |           | Docteur                                                                                  |
| Les données manquantes sont à compléter. |                          |                      |           |                                                                                          |
| 1884                                     | 1908                     | Joseph Felletin      |           | Docteur                                                                                  |
| Les données manquantes sont à compléter. |                          |                      |           |                                                                                          |
| 1912                                     | 1914                     | Joseph Felletin      |           | Docteur                                                                                  |
| Les données manquantes sont à compléter. |                          |                      |           |                                                                                          |
| octobre 1975                             | mars 1983                | Jean Minville        | PS        | Réélu en 1977                                                                            |
| mars 1983                                | mars 2001                | Louis-Raymond Préaud | RPR       | Maire honoraire Réélu en 1989 et 1995                                                    |
| mars 2001                                | janvier 2011 (démission) | Thierry Masson       | DVD       | DRH de Sanofi-Aventis Réélu en 2008                                                      |
| janvier 2011                             | mai 2020                 | Anne-Marie Roux,     | DVD       | Conseillère en formation professionnelle Vice-présidente déléguée de la CA du Libournais |
| mai 2020                                 | En cours                 | Laurent de Launay    | PS        | Juriste, enseignant Vice-président délégué de la CA du Libournais                        |

### Jumelages
- Zagtouli (Burkina Faso) depuis 1984[60].

### Politique environnementale
Dans son palmarès 2024, le Conseil national de villes et villages fleuris de France a attribué une fleur à la commune.

## Population et société

### Démographie
L'évolution du nombre d'habitants est connue à travers les recensements de la population effectués dans la commune depuis 1793. Pour les communes de moins de 10 000 habitants, une enquête de recensement portant sur toute la population est réalisée tous les cinq ans, les populations de référence des années intermédiaires étant quant à elles estimées par interpolation ou extrapolation. Pour la commune, le premier recensement exhaustif entrant dans le cadre du nouveau dispositif a été réalisé en 2007.

En 2022, la commune comptait 6 347 habitants, en évolution de +11,51 % par rapport à 2016 (Gironde : +6,91 %, France hors Mayotte : +2,11 %).
| 1793  | 1800  | 1806  | 1821  | 1831  | 1836  | 1841  | 1846  | 1851  |
| ----- | ----- | ----- | ----- | ----- | ----- | ----- | ----- | ----- |
| 1 360 | 1 342 | 1 168 | 1 435 | 1 470 | 1 436 | 1 517 | 1 538 | 1 403 |

| 1856  | 1861  | 1866  | 1872  | 1876  | 1881  | 1886  | 1891  | 1896  |
| ----- | ----- | ----- | ----- | ----- | ----- | ----- | ----- | ----- |
| 1 458 | 1 429 | 1 412 | 1 378 | 1 296 | 1 368 | 1 324 | 1 428 | 1 422 |

| 1901  | 1906  | 1911  | 1921  | 1926  | 1931  | 1936  | 1946  | 1954  |
| ----- | ----- | ----- | ----- | ----- | ----- | ----- | ----- | ----- |
| 1 435 | 1 403 | 1 259 | 1 356 | 1 127 | 1 109 | 1 069 | 1 089 | 1 128 |

| 1962  | 1968  | 1975  | 1982  | 1990  | 1999  | 2006  | 2007  | 2012  |
| ----- | ----- | ----- | ----- | ----- | ----- | ----- | ----- | ----- |
| 1 175 | 1 323 | 1 689 | 2 148 | 3 361 | 3 958 | 5 031 | 5 186 | 5 349 |

| 2017  | 2022  | - | - | - | - | - | - | - |
| ----- | ----- | - | - | - | - | - | - | - |
| 5 810 | 6 347 | - | - | - | - | - | - | - |

### Enseignement
Située dans l'académie de Bordeaux, on trouve à Izon deux écoles primaires : l'école maternelle publique Alban-Bouché et l'école élémentaire publique Claris-de-Florian. Un service de restauration scolaire est organisé par la mairie.

### Autres services
On trouve aussi sur la commune une crèche halte-garderie gérée par l'intercommunalité, qui est dotée depuis 2012 d'une seconde crèche située sur la commune d'Arveyre. Des garderies scolaires et un centre de loisirs (ALSH) accueillent les enfants de 3 à 12 ans, ainsi qu'une école multi-sports.
On trouve par ailleurs plus d'une trentaine d'associations sur la commune.

### Santé
Quatre médecins généralistes exercent sur la commune, ainsi que deux chirurgiens-dentistes. Les centres hospitaliers les plus proches se situent à Libourne (centre hospitalier public de Libourne), qui possède aussi un établissement d'hébergement pour personnes âgées dépendantes (Ehpad), et à Bordeaux (centre hospitalier universitaire de Bordeaux ).

### Sports
Plusieurs sports sont pratiqués sur la commune, notamment le rugby, club USI rugby, la pétanque, ainsi que l'aïkido, le basket, le handball, le karaté, la gymnastique, le football et le tennis. On y pratique aussi le modélisme Ainsi que la course à pied

### Manifestations culturelles et festivités
En juin, à la période de la fête de la musique, un marché gourmand est organisé.[réf. souhaitée]
En juillet a lieu une fête locale traditionnelle : fête foraine, course cycliste remplacée depuis 2011 par une course pédestre, feu d’artifice, taureau de feu et bandas.
En décembre, à l'occasion du Téléthon, un marché de Noël se tient à la salle des fêtes.[réf. souhaitée]

## Économie

### Revenus de la population et fiscalité
Le revenu fiscal médian par ménage était en 2010 de 20 055 €, pour une moyenne sur le département de 19 452 €. En 2009, 59 % des foyers fiscaux étaient imposables, pour 55 % sur le département.

### Tissu économique
En 2010, sur 318 établissements présents sur la commune, 9 % relevaient du secteur de l'agriculture (pour une moyenne de 12 % sur l'ensemble du département), 7 % du secteur de l'industrie, 21 % du secteur de la construction, 50 % de celui du commerce et des services (pour 59 % sur le département) et 13 % du secteur de l'administration et de la santé. Deux ans plus tard, en 2012, sur 397 établissements présents, 9 % relevaient du secteur de l'agriculture (pour une moyenne de 11 % sur le département), 6 % du secteur de l'industrie, 20 % du secteur de la construction, 53 % de celui du commerce et des services et 12 % du secteur de l'administration et de la santé.
On y trouve par exemple une usine de recyclage du verre, installée depuis 1991 dans la commune. Un groupement des entreprises est présent sur la commune, le club des entreprises izonnaises (CEI), formé sous la forme d'une association, et qui comprend 64 membres en 2014.

### Agriculture
Liste des appellations présentes sur le territoire :
- AOC AOP bordeaux blanc, bordeaux blanc avec sucres, bordeaux clairet, bordeaux claret, bordeaux rosé, bordeaux rouge ou claret, bordeaux supérieur blanc, bordeaux supérieur rouge, crémant de Bordeaux blanc, crémant de Bordeaux rosé, entre-deux-mers ;
- IGP agneau de Pauillac, bœuf de Bazas, canard à foie gras du Sud-Ouest, jambon de Bayonne.

## Culture locale et patrimoine

### Lieux et monuments

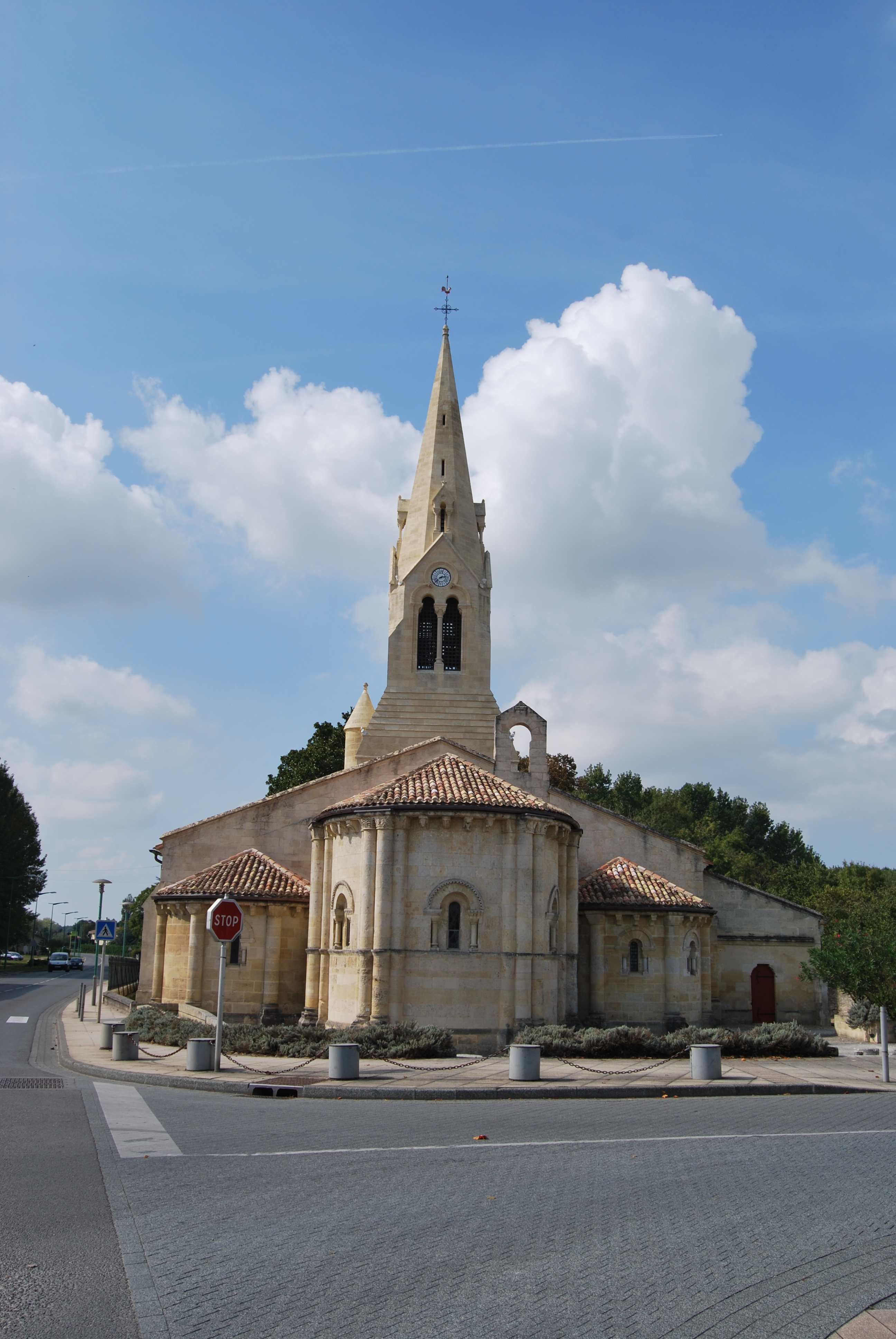
L'église Saint-Martin.

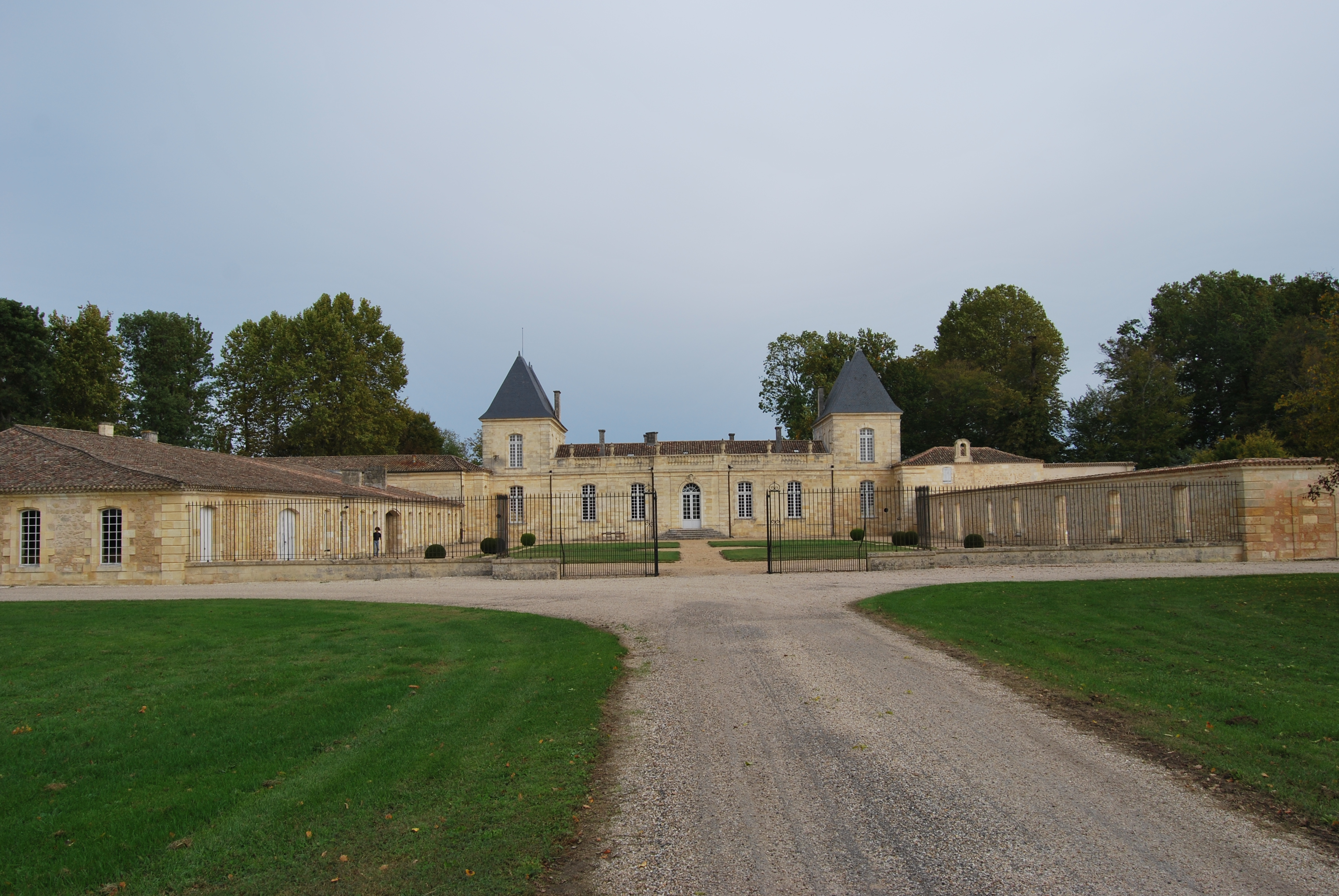
Vue d'ensemble du château du Grand Pré.

- L'église Saint-Martin, des XIe et XIIe siècles, inscrite aux monuments historiques depuis 1925[83].
- Le château d'Anglade dit du Grand Pré, édifice actuel du XVIIIe siècle construit par Victor Louis, bâtiment inscrit aux monuments historiques depuis 1965[84].
- Les deux pavillons de garde du château de Grand'Pré[45].
- Le puits du bourg d'Izon[45].
- Le port sur la Dordogne.

### Personnalités liées à la commune
- Georges Cassignard (1873-1893), coureur cycliste, obsèques célébrées à Izon le 1er octobre 1893[85].
- René Crayssac (1883-1940), né à Izon, un journaliste, écrivain et poète français. À partir de 1900, il écrit dans les journaux La Vie joyeuse, le Théâtre-Bordeaux et l'Union républicaine de Libourne, puis dans la Tribune indochinoise et dans la Revue indochinoise[86].
- Jules Delpit (1808-1892), né à Bordeaux, habitant d'Izon et décédé à Izon, notamment membre de l'Académie des sciences, belles-lettres et arts de Bordeaux en 1848, et fondateur de la Société des archives historiques de la Gironde en 1859[54].
- Léo Drouyn (1816-1896), né à Izon, dessinateur et graveur français. Il entre en 1846 à la Société française d'archéologie, devient membre en 1850 de l'Académie des sciences, belles-lettres et arts de Bordeaux, puis en 1859 de la Société des antiquaires de France et de la Commission des monuments historiques de la Gironde. Cette même année, il entre aux Archives communales de la Gironde[87],[86].

### Izon autrefois

Le bourg
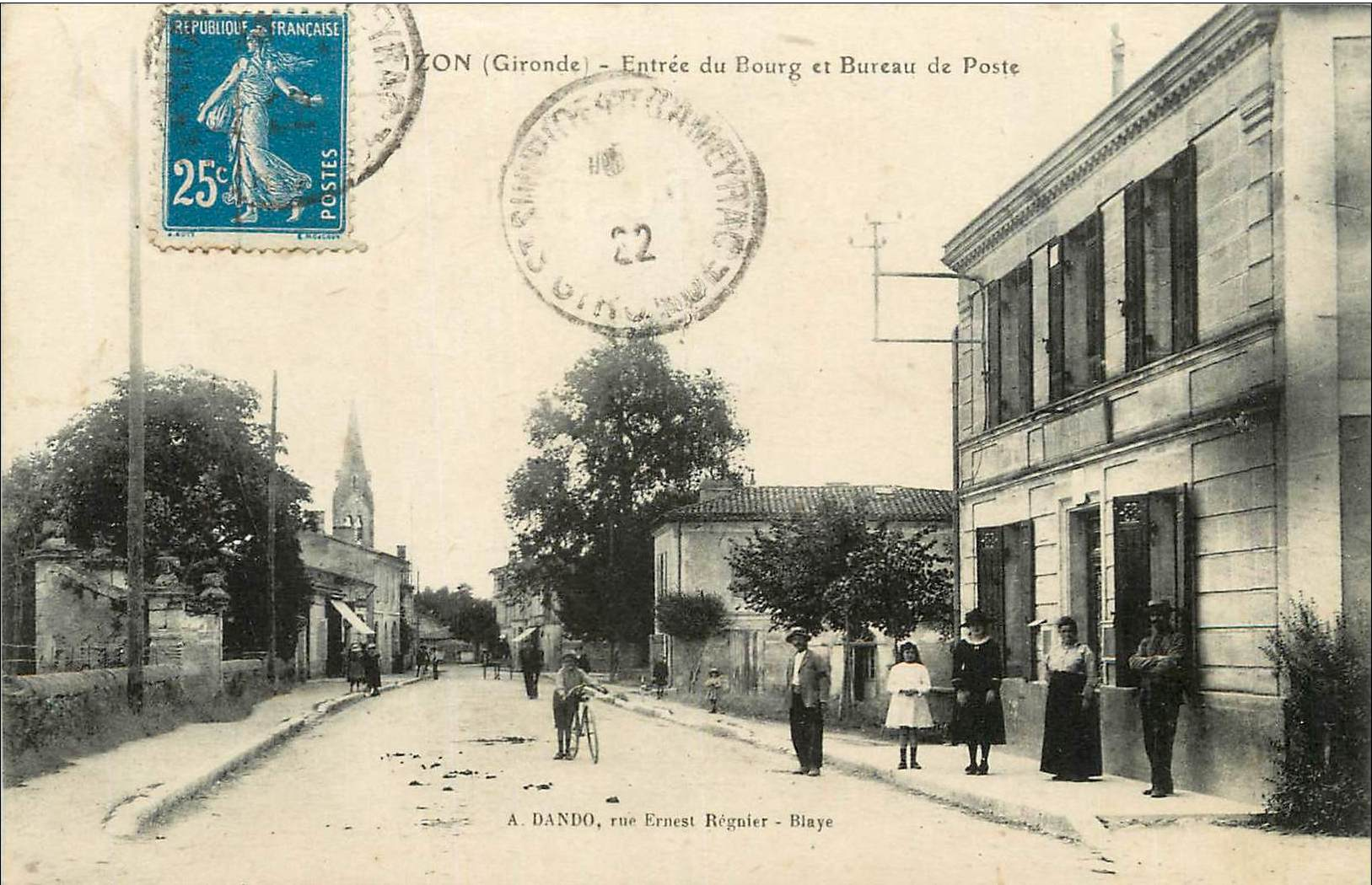
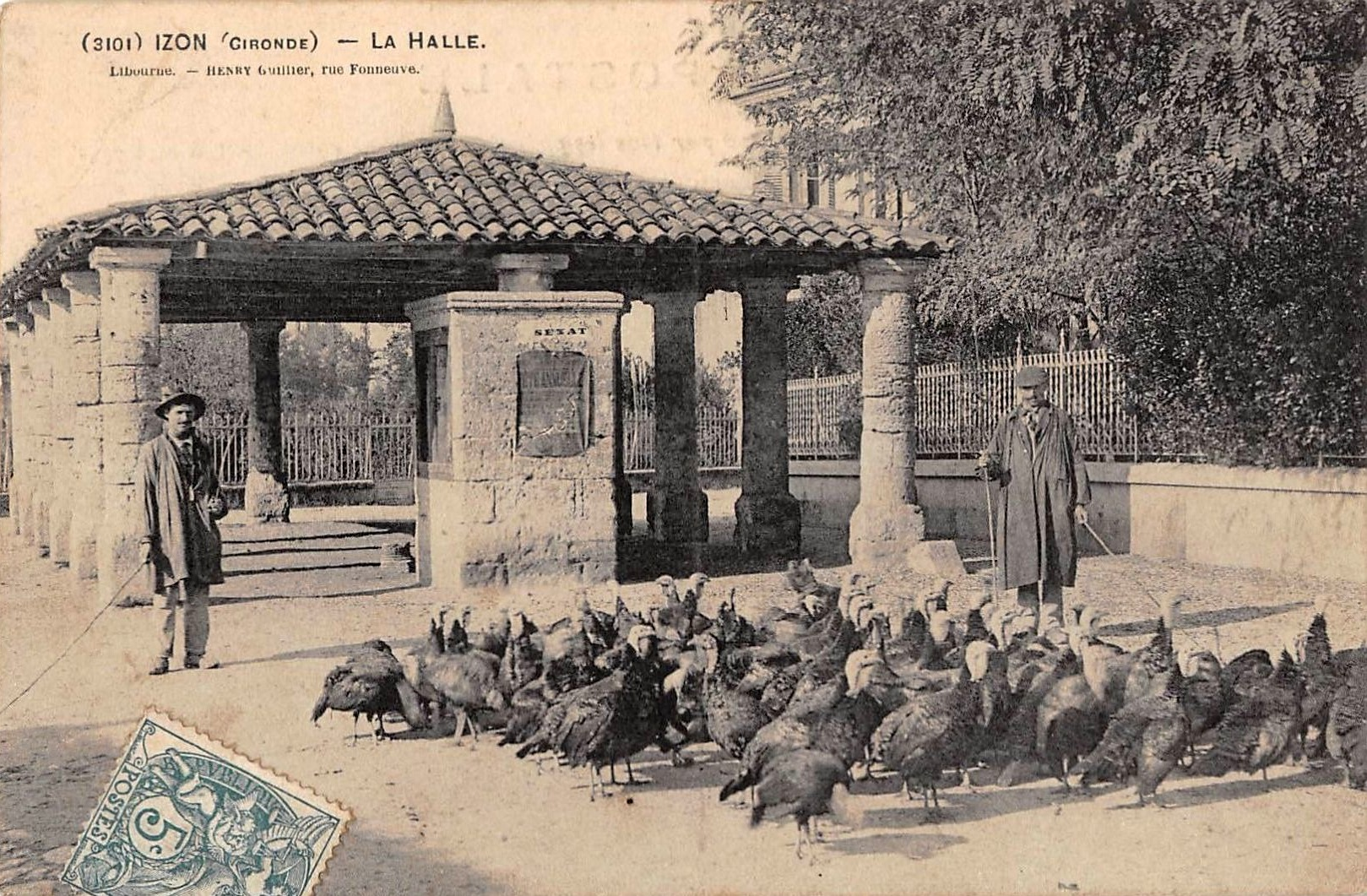
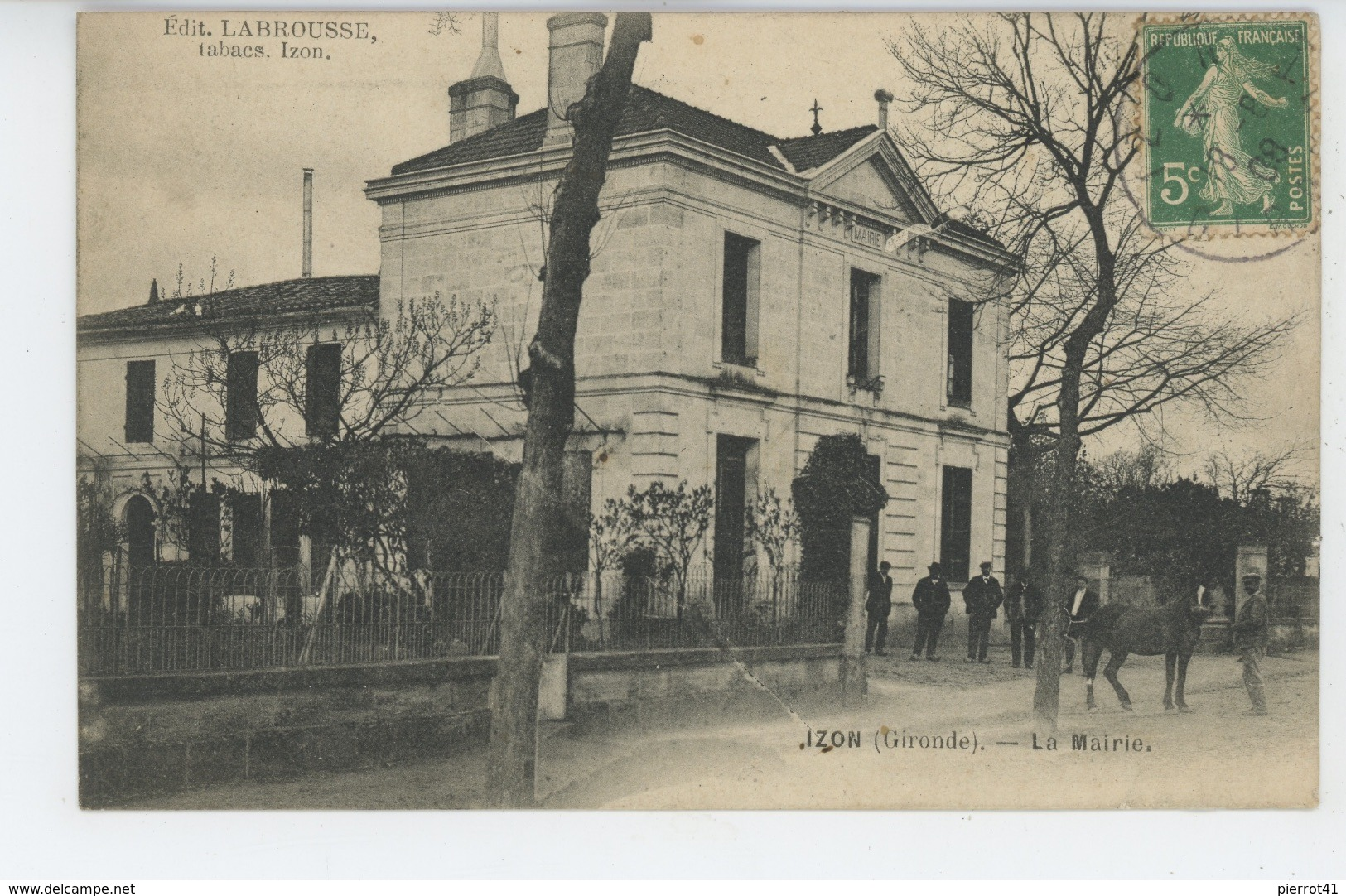
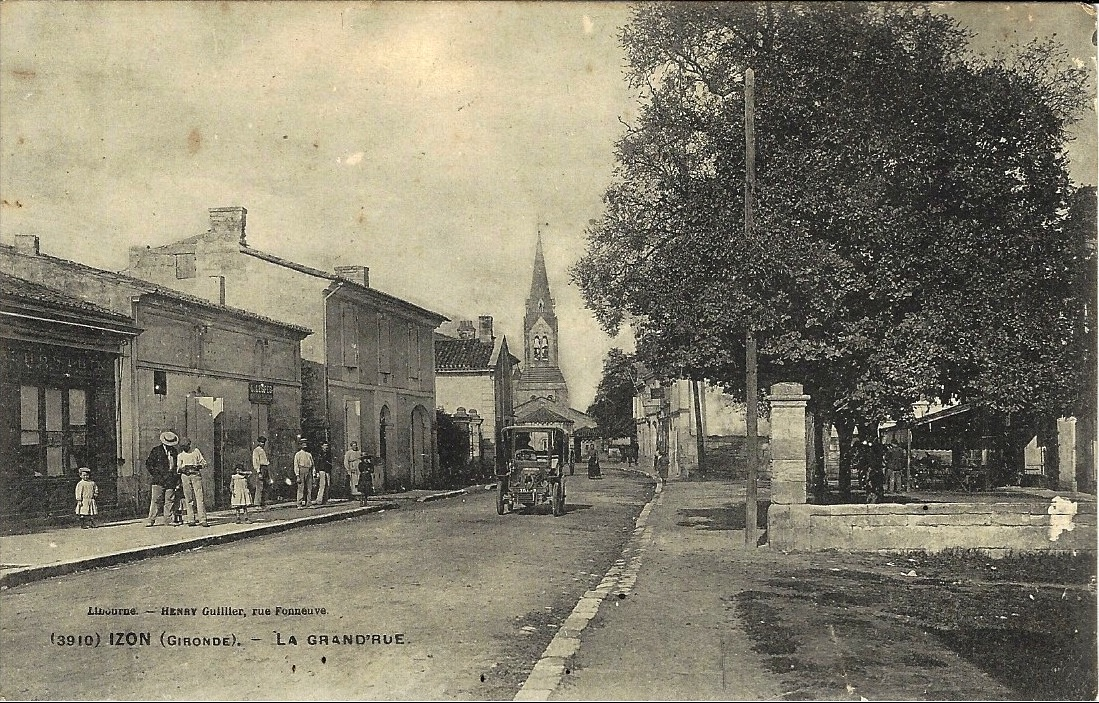
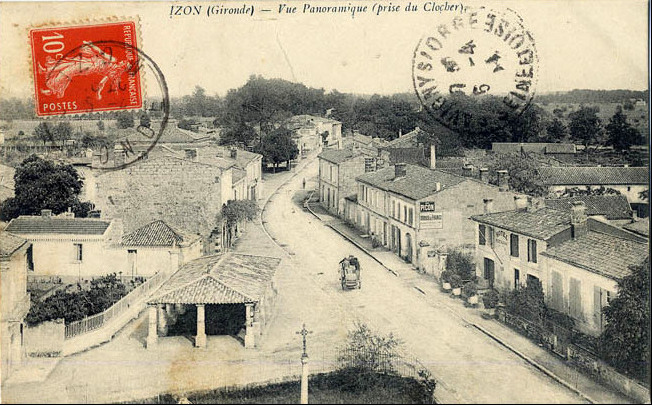
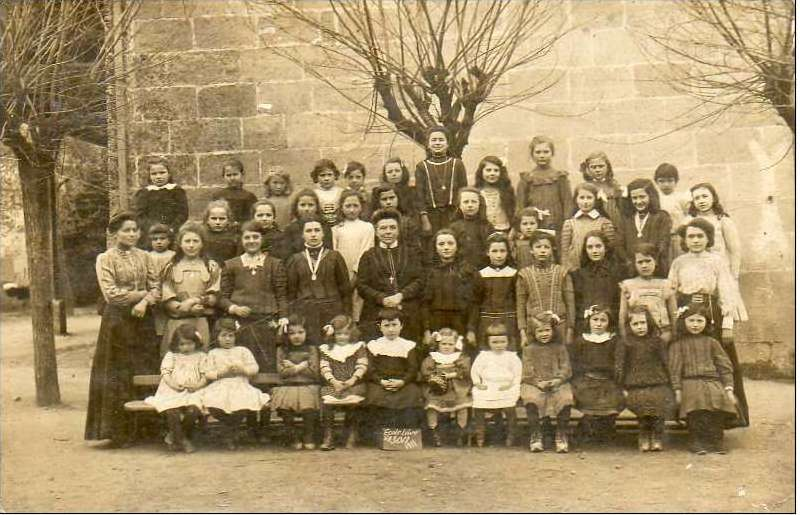

### Héraldique
| Blason de Izon | Blason  | Écartelé en sautoir : au 1) de gueules au cep de vigne feuillé, vrillé et fruité de trois grappes d’argent, tortillé sur son échalas du même, au 2) d’azur au portail de chapelle d’argent portillée et maçonnée de sable, à l’oculus du même, au 3) d’azur à la tour d’argent ouverte et maçonnée de sable, au 4) de gueules au voilier d’argent, équipé de sable, habillé et flammé aussi d’argent, sur des ondes isolées du même. |
| Blason de Izon | Détails | Le statut officiel du blason reste à déterminer. |